# Rättscentrum

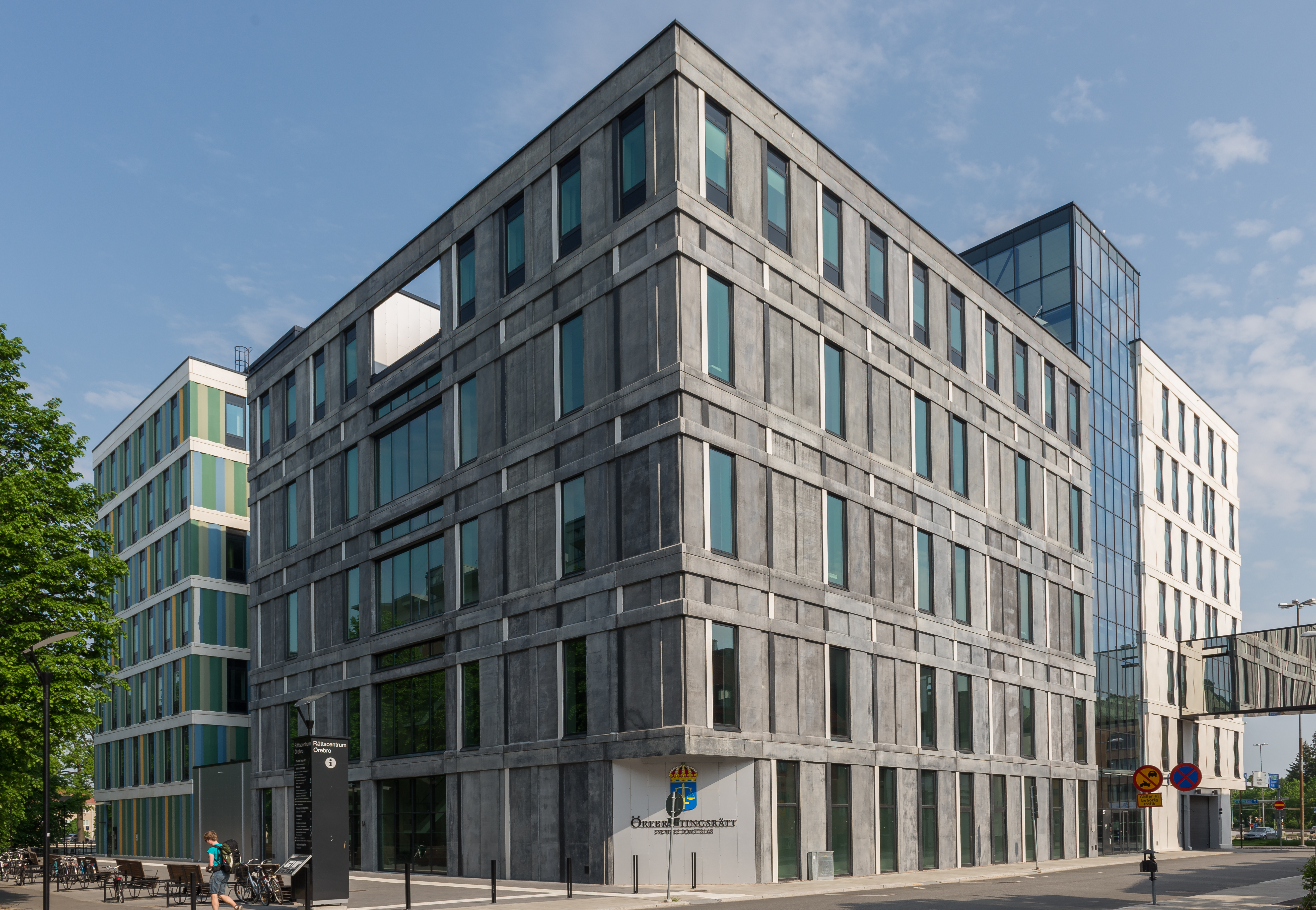
Örebro rättscentrum.

Ett rättscentrum är i Sverige ett koncept, där idén är geografisk samlokalisering av rättsvårdande myndigheter, som polis, åklagare, häkte och domstol i ett byggnadskomplex eller i närliggande byggnader med interna förbindelser. Detta för slippa längre transporter av till exempel tilltalade mellan de olika instanserna, vilket frigör polisresurser från transportbevakning och försvårar fritagningar. Ett tidigt exempel på detta, utan att termen specifikt använts, är kvarteren Kronoberg och Fruktkorgen på Kungsholmen i Stockholm med Kronobergshäktet, Stockholms polishus och  Stockholms rådhus förbundna med varandra med en kulvert. Rättscentrum Göteborg är ett nyare exempel, där tingsrätten lokaliserats som granne till det äldre polishuset. I Örebro färdigställdes ett rättscentrum år 2013. I Malmö, Tureberg, Flemingsberg , Jönköping  och Luleå  finns andra sådana komplex.